# Per-Mathias Høgmo
Per-Mathias Høgmo (Tromsø, 1º dicembre 1959) è un allenatore di calcio ed ex calciatore norvegese, di ruolo attaccante, tecnico del Molde.

## Carriera

### Giocatore

#### Club
Høgmo iniziò a giocare a calcio con la maglia del Gratangen. Dal 1978 al 1983 vestì la maglia del Mjølner. Nel 1984 passò al Tromsø e nel 1985 firmò per gli svedesi del Norrköping. Tornò in patria l'anno seguente per giocare con il Tromsø. Chiuse la carriera nel 1989, con il Gratangen.

### Allenatore
Høgmo iniziò la carriera da allenatore al Gratangen, ricoprendo contemporaneamente anche la posizione di calciatore. Dopo questo periodo, fu tecnico del Tromsdalen per due stagioni e si trasferì poi al Tromsø prima dell'inizio della stagione 1992.
Dopo le esperienze con Fossum, Norvegia under 19, Norvegia under 15, Norvegia under 16 e Moss, nel 1997 diventò commissario tecnico della Nazionale femminile norvegese. In questo ruolo ottenne dei successi importanti: arrivò infatti quarto al campionato mondiale 1999 e una medaglia d'oro alle Olimpiadi del 2000. Tra il 2000 e il 2003, fu allenatore della Norvegia under 21. Dopo questa esperienza, tornò per la seconda volta ad allenare il Tromsø. Høgmo portò il club ad un quarto posto finale nella Tippeligaen 2004 e lo fece qualificare alla Royal League 2004-2005. Visti i successi con il Tromsø, l'allenatore attirò l'interesse di diversi club e fu assunto dal Rosenborg ad agosto 2005, per sostituire Per Joar Hansen. Il Rosenborg, in quella stagione, ebbe una partenza negativa in campionato che lo portò ad essere più vicino alla zona retrocessione che alla vetta della classifica: con la guida di Høgmo, il club raggiunse il quinto posto finale.
La stagione seguente fu piuttosto difficoltosa. Il Rosenborg ebbe un'altra falsa partenza ed Høgmo dovette richiedere un congedo dal club per malattia, lasciando la squadra nell'incertezza. Il suo assistente, Knut Tørum, guidò il club al suo posto e Høgmo dichiarò nel mese di ottobre di voler lasciare il calcio per iniziare una nuova carriera.
L'addio al calcio di Høgmo, però, durò meno di due anni. Nel 2008, infatti, tornò al Tromsø per la terza volta, sostituendo l'esonerato Steinar Nilsen. Così, portò il club ad un terzo posto finale nella Tippeligaen 2008, migliorando di tre posizione la sesta piazza raggiunta l'anno precedente. Il campionato 2009 fu più difficoltoso e il Tromsø non andò oltre il sesto posto finale. Nella Tippeligaen 2010, il Tromsø occupò il primo posto in classifica all'inizio del campionato: ebbe però delle difficoltà in estate, ma rimase comunque vicino alla vetta della classifica e si confermò come uno dei migliori club della stagione. Lasciò la squadra al termine del campionato 2012.
Il 15 maggio 2013, fu scelto come nuovo allenatore del Djurgården. Il 27 settembre 2013, sostituì Egil Olsen come commissario tecnico della Norvegia. Firmò un contratto quadriennale e avrebbe mantenuto anche l'incarico al Djurgården, fino al termine della stagione in corso. Il 16 novembre 2016 lasciò la panchina della Norvegia, di comune accordo con la federazione.
Il 1º dicembre 2017 venne presentato come nuovo allenatore del Fredrikstad. La sua parentesi da capo allenatore del club durò solo per la stagione 2018, chiusa con un secondo posto in 2. divisjon, il terzo livello del calcio norvegese, senza riuscire ad ottenere la promozione avendo perso il doppio spareggio contro il KFUM Oslo. A seguito di quest'annata, scelse di lasciare il posto da capo allenatore per ricoprire quello di direttore sportivo.
Il 12 giugno 2021 Høgmo tornò ad avere un ruolo da capo allenatore a seguito della chiamata degli svedesi dell'Häcken, temporaneamente ultimi nell'Allsvenskan 2021 dopo le prime otto giornate. Høgmo non solo riuscì ad invertire la tendenza andando a chiudere quella stagione con una salvezza, ma l'anno seguente riuscì addirittura a guidare l'Häcken ad uno storico primo titolo nazionale, con la conquista dell'Allsvenskan 2022. Al termine della stagione 2023, che vide i gialloneri chiudere l'Allsvenskan 2023 al terzo posto e la UEFA Europa League 2023-2024 alla fase a gironi, Høgmo lasciò il club.
L'8 dicembre 2023, nello stesso giorno in cui venne ufficializzata la sua partenza dall'Häcken, i giapponesi dell'Urawa Red Diamonds annunciarono l'ingaggio di Høgmo valido a partire dal gennaio 2024.
Nel gennaio 2025 è tornato ad allenare in Norvegia dopo aver accettato la proposta di diventare il nuovo capo allenatore del Molde.

## Palmarès

### Giocatore

#### Club

##### Competizioni nazionali
- Campionato svedese: 1

Häcken : 2022
- Coppa di Norvegia: 1

Tromsø: 1986

### Allenatore

#### Nazionale femminile
- Oro olimpico: 1

Norvegia: Sydney 2000

#### Club

##### Competizioni nazionali
- Campionato svedese: 1

Häcken: 2022
- Coppa di Svezia: 1

Häcken: 2022-2023